# Semântica natural
Semântica natural é uma das abordagens de semântica formal. A semântica formal é uma das áreas de estudo de ciência da computação, preocupada em atribuir significado às construções das linguagens de programação.
A semântica natural é uma versão da semântica operacional. Na abordagem operacional, o significado de uma construção da linguagem é especificado pela computação que ela induz quando executada em uma máquina hipotética. Isto significa que interessa mais como o efeito da computação é produzido.
A semãntica natural simplifica a notação e esconde detalhes, ao tomar um passo de computação maior. Isto significa que os cálculos são mais curtos que os obtidos usando-se a semântica operacional estruturada, porém eles apresentam menos detalhes da execução de um programa.
Esta abordagem foi proposta por G. Kahn em 1987.

## Configurações e regras de avaliação
A semântica natural faz uso de configurações, denotadas por pares {\displaystyle <S,s>} de comandos e estados que representam os passos executados na máquina hipotética, e regras de avaliação, que definem como as expressões da linguagem serão avaliadas. Por exemplo, a composição {\displaystyle S_{1};S_{2}} de dois comandos será definida como:
{\displaystyle {\frac {<S_{1},s>\Rightarrow s',<S_{2},s'>\Rightarrow s''}{<S_{1};S_{2},s>\Rightarrow s''}}}